# Isodontia delicata
Isodontia delicata är en biart som beskrevs av Hensen 1991. Isodontia delicata ingår i släktet Isodontia och familjen grävsteklar. Inga underarter finns listade i Catalogue of Life.